# Tilarán
Tilarán (engelska: Tilaran) är en ort i Costa Rica.   Den ligger i kantonen Cantón de Tilarán och provinsen Guanacaste, i den västra delen av landet, 110 km nordväst om huvudstaden San José. Tilarán ligger 526 meter över havet och antalet invånare är 7 301.
Terrängen runt Tilarán är kuperad, och sluttar västerut. Runt Tilarán är det ganska glesbefolkat, med 35 invånare per kvadratkilometer. Närmaste större samhälle är Cañas, 14,8 km väster om Tilarán. Omgivningarna runt Tilarán är en mosaik av jordbruksmark och naturlig växtlighet.